# 1150年
| 千纪： | 2千纪 |
| 世纪： | 11世纪 \| 12世纪 \| 13世纪                                                                                         |
| 年代： | 1120年代 \| 1130年代 \| 1140年代 \| 1150年代 \| 1160年代 \| 1170年代 \| 1180年代                                   |
| 年份： | 1145年 \| 1146年 \| 1147年 \| 1148年 \| 1149年 \| 1150年 \| 1151年 \| 1152年 \| 1153年 \| 1154年 \| 1155年         |
| 纪年： | 庚午年（马年）；西夏天盛二年；大理大宝二年；金天德二年；西辽咸清七年；南宋紹興二十年；越南大定十一年；日本久安六年 |

## 大事记
- 1月9日（農曆金熙宗皇統九年十二月丁巳日）——海陵王完顏亮弒金熙宗完顏亶，改皇統九年為天德元年，殺曹國王完顏宗敏、左丞相完顏宗賢，又派人殺死東京留守完顏宗懿、北京留守完顏卞，將完顏宗本、完顏宗美、完顏宗哲、完顏宗雅等金太宗的子孫屠殺殆盡，完顏亮成為金國第四位皇帝。
- 西遼臨朝稱制的皇后蕭塔不煙還政於子耶律夷列，是為遼仁宗。
- 柬埔寨高棉帝國蘇利耶跋摩二世去世，達爛因陀羅跋摩二世繼位，吳哥王朝開始陷入一段混亂時期。
- 埃德薩伯國被塞爾柱帝國滅亡。

## 逝世
- 金熙宗完顏亶，金太祖完顏阿骨打之嫡長孫，父為太祖嫡長子完顏宗峻。
- 完顏宗敏，金太祖完顏阿骨打之子，封曹國王。
- 完顏宗賢，完顏習不失之孫，任左丞相。
- 完顏秉德，完顏宗翰之孫。
- 完顏宗哲，金太宗完顏晟之子，封為畢王。
- 完顏宗懿，金太宗完顏晟之子，封為薛王。
- 完顏宗本，金太宗完顏晟之子，封為原王。
- 完顏宗雅，金太宗完顏晟之子，封為代王。
- 完顏宗義，金世祖完顏劾里缽之孫，遼王完顏斜也（完顏杲）第九子。
- 唐括辯，彰德军节度使唐括重国之子，娶金熙宗女代國公主，完顏亮時尚書右丞相。
- 蘇利耶跋摩二世，柬埔寨吳哥王朝國王，吳哥窟建造者。